# Elymnias proterpia
Elymnias proterpia är en fjärilsart som beskrevs av Hans Fruhstorfer 1896. Elymnias proterpia ingår i släktet Elymnias och familjen praktfjärilar. Inga underarter finns listade i Catalogue of Life.